# Bałtów (gmina)

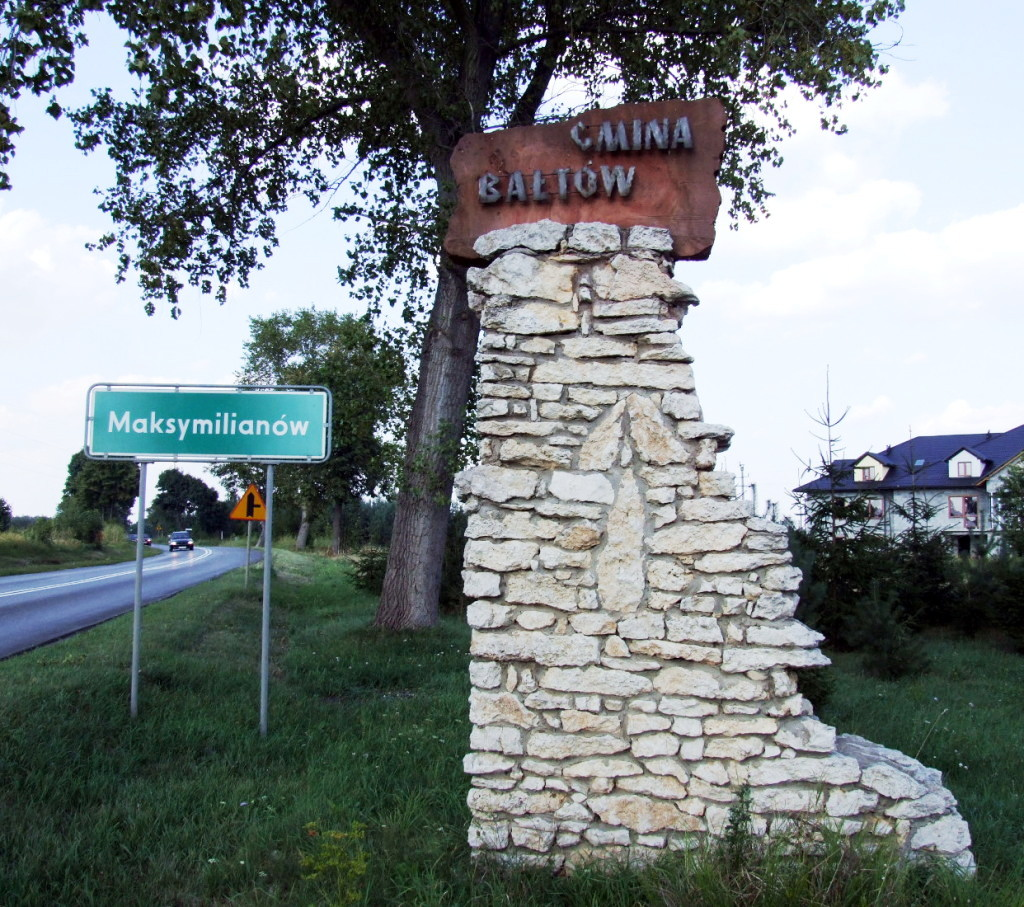
Witacz przy drodze wojewódzkiej nr 754

Bałtów (do 1954 gmina Pętkowice) – gmina wiejska w województwie świętokrzyskim, w powiecie ostrowieckim. W latach 1975–1998 gmina położona była w województwie kieleckim.
Siedziba gminy to Bałtów.
Przez gminę przebiega droga wojewódzka nr 754, która stanowi główną oś komunikacyjną Bałtowa.
Według danych z 31 grudnia 2009 gminę zamieszkiwało 3901 osób.

## Miejscowości
| Miejscowości podstawowe oraz ich integralne części w administracji gminy Bałtów | Miejscowości podstawowe oraz ich integralne części w administracji gminy Bałtów | Miejscowości podstawowe oraz ich integralne części w administracji gminy Bałtów | Miejscowości podstawowe oraz ich integralne części w administracji gminy Bałtów | Miejscowości podstawowe oraz ich integralne części w administracji gminy Bałtów |
| Nazwa                                                                           | Rodzaj miejscowości                                                             | Miejscowość podstawowa                                                          | SIMC                                                                            | Położenie geograficzne                                                          |
| ------------------------------------------------------------------------------- | ------------------------------------------------------------------------------- | ------------------------------------------------------------------------------- | ------------------------------------------------------------------------------- | ------------------------------------------------------------------------------- |
| Antoniów Duży                                                                   | część wsi                                                                       | Antoniów                                                                        | 0226276                                                                         | 51°03′05″N 21°31′51″E/51,051389 21,530833                                       |
| Antoniów Mały                                                                   | część wsi                                                                       | Antoniów                                                                        | 0226282                                                                         | 51°02′59″N 21°31′20″E/51,049722 21,522222                                       |
| Bidzińszczyzna                                                                  | część wsi                                                                       | Skarbka                                                                         | 0226537                                                                         | 51°00′32″N 21°35′08″E/51,008889 21,585556                                       |
| Boguczyzna                                                                      | część wsi                                                                       | Lemierze                                                                        | 0226388                                                                         | 50°59′15″N 21°33′19″E/50,987500 21,555278                                       |
| Cegielnia                                                                       | część wsi                                                                       | Bałtów                                                                          | 1018440                                                                         | 51°01′45″N 21°33′36″E/51,029167 21,560000                                       |
| Chojny                                                                          | część wsi                                                                       | Wólka Pętkowska                                                                 | 0226626                                                                         | 51°00′06″N 21°36′42″E/51,001667 21,611667                                       |
| Doły                                                                            | część wsi                                                                       | Wólka Pętkowska                                                                 | 0226632                                                                         | 50°59′33″N 21°36′42″E/50,992500 21,611667                                       |
| Folwark                                                                         | część wsi                                                                       | Wólka Bałtowska                                                                 | 0226595                                                                         | 51°01′59″N 21°31′58″E/51,033056 21,532778                                       |
| Góra                                                                            | część wsi                                                                       | Bałtów                                                                          | 0226320                                                                         | 51°01′03″N 21°32′31″E/51,017500 21,541944                                       |
| Górki                                                                           | część wsi                                                                       | Bałtów                                                                          | 1018456                                                                         | 51°00′01″N 21°27′37″E/51,000278 21,460278                                       |
| Ignacówka                                                                       | część wsi                                                                       | Okół                                                                            | 0226448                                                                         | 51°01′49″N 21°38′59″E/51,030278 21,649722                                       |
| Kazimierzówka                                                                   | część wsi                                                                       | Okół                                                                            | 0226454                                                                         | 51°01′44″N 21°36′53″E/51,028889 21,614722                                       |
| Krupka                                                                          | część wsi                                                                       | Maksymilianów                                                                   | 1018479                                                                         | 50°59′14″N 21°29′19″E/50,987222 21,488611                                       |
| Niziny                                                                          | część wsi                                                                       | Okół                                                                            | 0226477                                                                         | 51°01′16″N 21°37′55″E/51,021111 21,631944                                       |
| Okręglica                                                                       | część wsi                                                                       | Pętkowice                                                                       | 0226490                                                                         | 51°00′44″N 21°36′10″E/51,012222 21,602778                                       |
| Płaszczyzna                                                                     | część wsi                                                                       | Wólka Pętkowska                                                                 | 1018516                                                                         | 50°59′13″N 21°36′40″E/50,986944 21,611111                                       |
| Pod Lasem                                                                       | część wsi                                                                       | Maksymilianów                                                                   | 0226402                                                                         | 50°59′29″N 21°29′48″E/50,991389 21,496667                                       |
| Pod Łąkami                                                                      | część wsi                                                                       | Maksymilianów                                                                   | 0226419                                                                         | 50°59′29″N 21°31′23″E/50,991389 21,523056                                       |
| Podkościele                                                                     | część wsi                                                                       | Bałtów                                                                          | 0226336                                                                         | 51°00′29″N 21°32′17″E/51,008056 21,538056                                       |
| Ponik                                                                           | część wsi                                                                       | Bałtów                                                                          | 0226342                                                                         | 51°01′06″N 21°32′31″E/51,018333 21,541944                                       |
| Poraj                                                                           | część wsi                                                                       | Pętkowice                                                                       | 1018522                                                                         | 51°00′44″N 21°36′48″E/51,012222 21,613333                                       |
| Skarbka Dolna                                                                   | wieś*                                                                           | Skarbka                                                                         | 0226550                                                                         | 51°00′31″N 21°34′24″E/51,008611 21,573333                                       |
| Skarbka Górna                                                                   | wieś*                                                                           | Skarbka                                                                         | 0226566                                                                         | 51°00′32″N 21°34′54″E/51,008889 21,581667                                       |
| Swoboda                                                                         | część wsi                                                                       | Michałów                                                                        | 1018539                                                                         | 51°02′18″N 21°35′31″E/51,038333 21,591944                                       |
| Trzciany Dół                                                                    | część wsi                                                                       | Skarbka                                                                         | 1018545                                                                         | 51°00′37″N 21°33′36″E/51,010278 21,560000                                       |
| Wólka Bałtowska-Kolonia                                                         | część wsi                                                                       | Wólka Bałtowska                                                                 | 0226603                                                                         | 51°02′13″N 21°32′41″E/51,036944 21,544722                                       |
| Wygnanów                                                                        | część wsi                                                                       | Wólka Pętkowska                                                                 | 0226649                                                                         | 51°00′05″N 21°37′44″E/51,001389 21,628889                                       |
| Zamoście                                                                        | część wsi                                                                       | Bałtów                                                                          | 1018551                                                                         | 51°00′15″N 21°31′51″E/51,004167 21,530833                                       |
| Zarzecze                                                                        | część wsi                                                                       | Bałtów                                                                          | 0226359                                                                         | 51°00′53″N 21°32′32″E/51,014722 21,542222                                       |
| Wólka Pętkowska-Kolonia                                                         | kolonia wsi                                                                     | Wólka Pętkowska                                                                 | 0226655                                                                         | 51°00′22″N 21°37′38″E/51,006111 21,627222                                       |
| Glina                                                                           | osada leśna wsi                                                                 | Bałtów                                                                          | 0226313                                                                         | 50°59′43″N 21°28′57″E/50,995278 21,482500                                       |
| Góry                                                                            | osada leśna wsi                                                                 | Michałów                                                                        | 1018462                                                                         | 51°01′47″N 21°34′58″E/51,029722 21,582778                                       |
| Leśniczówka Potoczek                                                            | osada leśna wsi                                                                 | Okół                                                                            | 0226460                                                                         | 51°01′19″N 21°38′51″E/51,021944 21,647500                                       |
| Ulów                                                                            | osada leśna wsi                                                                 | Wólka Pętkowska                                                                 | 0226661                                                                         | 50°58′50″N 21°35′52″E/50,980556 21,597778                                       |
| Kopanina                                                                        | przysiółek wsi (zniesiony*)                                                     | Skarbka                                                                         | 0226543                                                                         | 51°00′09″N 21°34′18″E/51,002500 21,571667                                       |
| Krzeszowiec                                                                     | przysiółek wsi                                                                  | Bałtów                                                                          | 1018485                                                                         | 51°01′14″N 21°32′01″E/51,020556 21,533611                                       |
| Pętkowice-Kolonia                                                               | przysiółek wsi                                                                  | Pętkowice                                                                       | 0226508                                                                         | 51°00′45″N 21°36′57″E/51,012500 21,615833                                       |
| Antoniów                                                                        | wieś                                                                            |                                                                                 | 0226260                                                                         | 51°02′57″N 21°31′53″E/51,049167 21,531389                                       |
| Bałtów                                                                          | wieś                                                                            |                                                                                 | 0226299                                                                         | 51°00′54″N 21°32′10″E/51,015000 21,536111                                       |
| Borcuchy                                                                        | wieś                                                                            |                                                                                 | 0226365                                                                         | 51°02′09″N 21°30′03″E/51,035833 21,500833                                       |
| Lemierze                                                                        | wieś                                                                            |                                                                                 | 0226371                                                                         | 50°59′06″N 21°33′47″E/50,985000 21,563056                                       |
| Maksymilianów                                                                   | wieś                                                                            |                                                                                 | 0226394                                                                         | 50°59′16″N 21°30′32″E/50,987778 21,508889                                       |
| Michałów                                                                        | wieś                                                                            |                                                                                 | 0226425                                                                         | 51°02′17″N 21°35′48″E/51,038056 21,596667                                       |
| Okół                                                                            | wieś                                                                            |                                                                                 | 0226431                                                                         | 51°01′31″N 21°37′40″E/51,025278 21,627778                                       |
| Pętkowice                                                                       | wieś                                                                            |                                                                                 | 0226483                                                                         | 51°00′49″N 21°36′21″E/51,013611 21,605833                                       |
| Rudka Bałtowska                                                                 | wieś                                                                            |                                                                                 | 0226514                                                                         | 51°00′06″N 21°31′13″E/51,001667 21,520278                                       |
| Skarbka                                                                         | nazwa zniesiona*                                                                |                                                                                 | 0226520                                                                         | 51°00′35″N 21°34′35″E/51,009722 21,576389                                       |
| Ulów                                                                            | wieś                                                                            |                                                                                 | 0226572                                                                         | 50°59′24″N 21°35′12″E/50,990000 21,586667                                       |
| Wólka Bałtowska                                                                 | wieś                                                                            |                                                                                 | 0226589                                                                         | 51°01′59″N 21°31′40″E/51,033056 21,527778                                       |
| Wólka Pętkowska                                                                 | wieś                                                                            |                                                                                 | 0226610                                                                         | 51°00′08″N 21°37′11″E/51,002222 21,619722                                       |
| Wólka Trzemecka                                                                 | wieś                                                                            |                                                                                 | 0226678                                                                         | 51°02′51″N 21°31′03″E/51,047500 21,517500                                       |
| Wycinka                                                                         | wieś                                                                            |                                                                                 | 0226684                                                                         | 50°59′21″N 21°34′38″E/50,989167 21,577222                                       |
| Źródła:, *- od 2023 r.                                                          |                                                                                 |                                                                                 |                                                                                 |                                                                                 |

## Struktura powierzchni
Według danych z roku 2002 gmina Bałtów ma obszar 104,92 km², w tym:
- użytki rolne: 54%
- użytki leśne: 41%

Gmina stanowi 17,02% powierzchni powiatu.

## Demografia

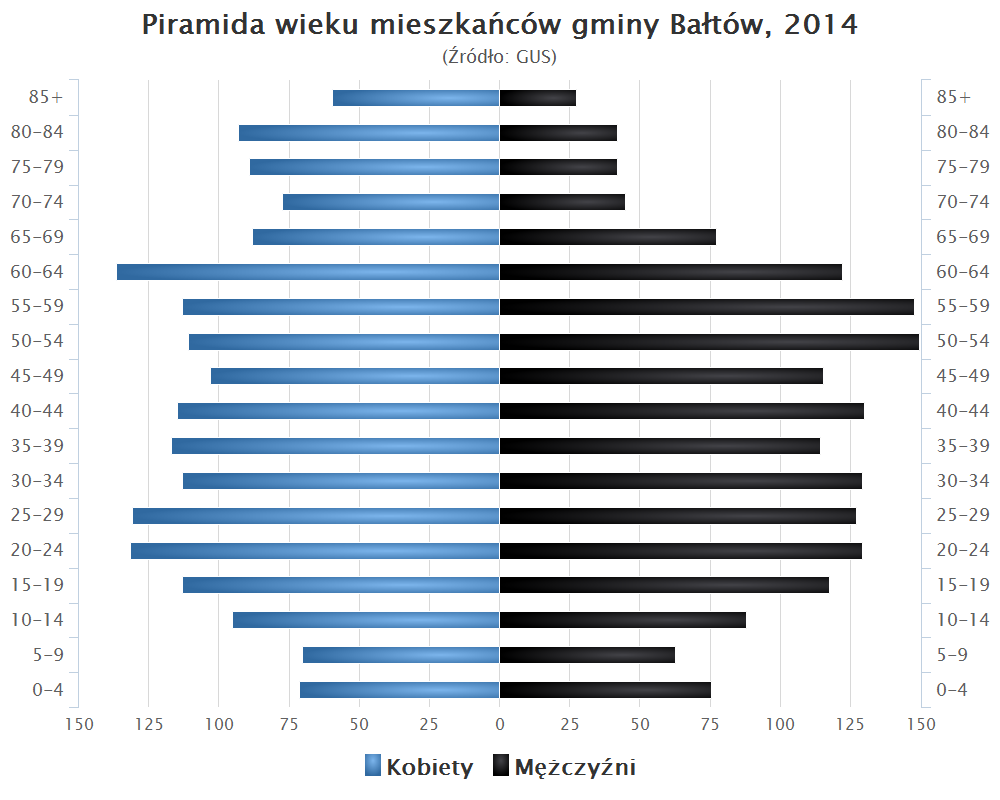
Piramida wieku mieszkańców gminy Bałtów w 2014 roku

Dane z 31 grudnia 2009:
| Opis                              | Ogółem | Ogółem | Kobiety | Kobiety | Mężczyźni | Mężczyźni |
| --------------------------------- | ------ | ------ | ------- | ------- | --------- | --------- |
| Jednostka                         | osób   | %      | osób    | %       | osób      | %         |
| Populacja                         | 3901   | 100    | 1959    | 50,2    | 1942      | 49,8      |
| Gęstość zaludnienia [mieszk./km²] | 37,2   | 37,2   | 18,7    | 18,7    | 18,5      | 18,5      |

## Sołectwa
Antoniów, Bałtów, Borcuchy, Lemierze, Maksymilianów, Michałów, Okół I, Okół II, Pętkowice, Rudka Bałtowska, Skarbka, Wólka Bałtowska, Wólka Bałtowska-Kolonia, Wólka Pętkowska, Wólka Trzemecka, Wycinka
Pozostałe miejscowości podstawowe: Ulów.

## Sąsiednie gminy
Bodzechów, Ćmielów, Sienno, Tarłów